# Tonarm

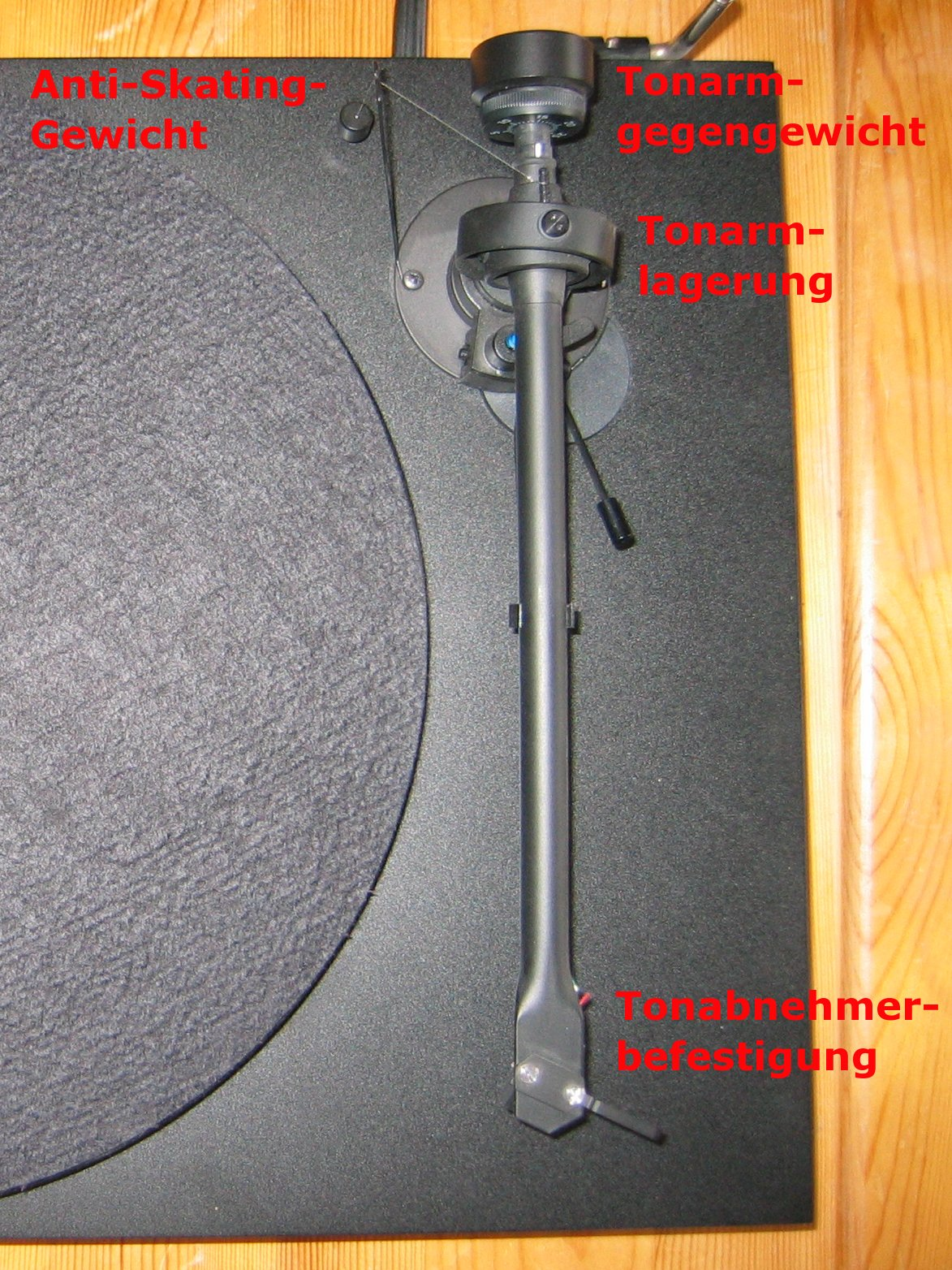
Der Tonarm eines einfachen Plattenspielers

Der Tonarm eines Plattenspielers dient zur Führung der an ihm montierten Tonabnehmernadel in der als Spirale mit Endkreis verlaufenden Rille einer Schallplatte und somit der Verbindung der mechanischen Tonabnehmerauslenkungen zur elektronischen Umsetzung in Schallwellen. Nach Auflegen der Platte auf den – in der Regel – waagrechten Plattenteller wird der Arm von einer Ablagestütze abgehoben und mit der Nadel von oben auf die Platte aufgesetzt. Das kann rein manuell mithilfe eines kleinen vom Tonarmkopf seitlich abstehenden Teils erfolgen, der mittels eines Fingers von unten angehoben und am Rillenanfang aufgesetzt wird, oft unter Mithilfe einer gedämpften Absenkautomatik, indem durch ein in Nähe der Drehachse angebrachter radiusförmiger Blechstreifen mit unterseitig kegelförmigen Senklöchern für die bis zu 3 Plattenformate (Single bis LP) die dadurch in dem von unten einrastenden Absenkstift jeweils einrasten können und anschließend nach Betätigung eines Hebels gedämpft absenken oder aber vollautomatisch, wozu auch das maschinelle Erkennen des Vorhandenseins einer aufgelegten Platte und ihres Durchmessers gehören kann.
Die herkömmliche und übliche Bauart wird Radialtonarm (vulgo einfach nur Tonarm) genannt, da der typisch 15–30 cm lange Arm während des Abspielens der Spiralrille um seine vertikale Lagerachse am rechten hinteren Ende des Chassis schwenkt und dabei wie der Kreisradius einen etwa bis 40° Winkel großen Kreissektor überstreicht.
Der erst ab etwa 1970 und viel seltener zu findende und nur wenige Zentimeter kurze Tangentialtonarm wird durch ein Lineargetriebe parallel verschoben, führt die Nadel dadurch beim Abspielen auf einem – auf den Plattenteller bezogenen – radialen Weg in Richtung Tellerdrehachse während der Arm selbst laufend die dazu rechtwinkelige Tangente im Auflagepunkt der Nadel nachzeichnet. Der Spurfehler (Winkelabweichung) des Tonkopfs gegenüber der Rille (ihre lokale Tangente) wird so im Prinzip vermieden, doch ist die Konstruktion deutlich aufwändiger.
Beide Armbauarten weisen am gelagerten Ende noch eine waagrechte Kippachse auf, die sowohl dem Auflegen und Abheben der Nadel am Beginn und Ende des Spiels als auch dem Heben und Senken der Nadel bei welligen Platten dient.
Hauptkomponenten des Tonarms sind der Arm selbst, entweder als gerader oder bei Radialtonarmen auch als s-förmig ausgeführter Arm, der Befestigungsmechanismus für den Tonabnehmer, das Gegengewicht, mit dem der Tonarm auf unterschiedliche Tonabnehmergewichte und Auflagekräfte eingestellt werden kann, und bei Radialtonarmen eine Anti-Skating-Vorrichtung.
Als Erfinder einer Vorläuferform des Tonarms bei Grammophonen gilt der Schallplattenindustrielle Carl Lindström.
Im seltenen Fall, dass ein Plattenspieler eine oder (automatisiert) mehrere auf 3 Haltenasen eines etwa axial 8 cm hoch vom Teller aufragenden Dorns übereinander erhöht gestapelte Platte(n) abspielen kann, wird eine zweite nach oben weisende Nadel von unten auf die Unterseite der untersten der hochgestapelten Platten aufgelegt.
Wie eine Umhängetasche tragbare sowie an die Wand hängbare Plattenspieler und manche in Musikboxen integrierte rotieren die Schallplatte um eine waagrechte Achse und legen die Nadel mit einem Tonarm von der Seite her an.

## Spurwinkel und Spurfehlwinkel
Der Spurwinkel ist, von oben gesehen, der Winkel zwischen dem Tonabnehmer (und darin der Nadel-Aufhängung und der Nadel) und der Rille.
Wenn der Spurwinkel nicht null ist, entstehen beim Abspielen Verzerrungen und er wird Spur-fehl-winkel genannt.

## Radialtonarm

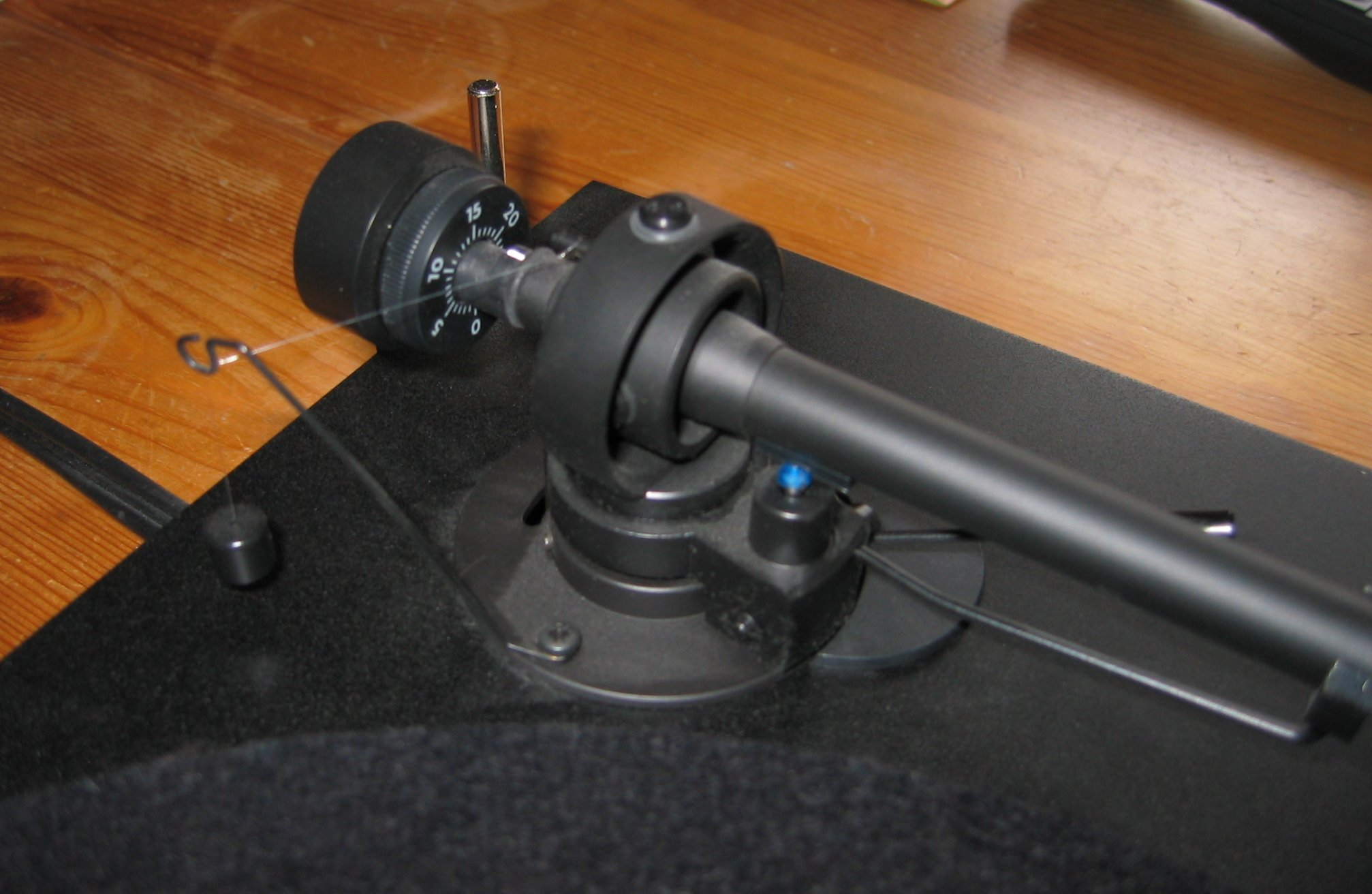
Detailaufnahme der Lagerung eines Radialtonarms mit Gegengewicht und Anti-Skating Gewicht

Der Radialtonarm ist um eine senkrechte Achse drehend gelagert. Dadurch ändert sich der Spurwinkel von der äußeren Rille zur inneren.
Die Lagerung eines – nur endlich langen – Radialtonarms führt prinzipbedingt dazu, dass der Tonabnehmer bei seinem Weg über die Platte keinen konstanten Spurwinkel zur Rille der Platte einnimmt. Dadurch entstehen beim Abspielen unterschiedlich starke Verzerrungen je nach Position des Tonabnehmers auf der Platte.

### Einstellung und Messpunkte
In der Praxis werden der Tonarm und der Tonabnehmer meist so eingestellt, dass der Tonabnehmer an zwei Positionen auf der Platte, den Nullpunkten, exakt tangential zur Rille steht. Dies wird durch den Nadelüberhang und die Kröpfung des Tonarms ermöglicht. An allen anderen Punkten entsteht ein mehr oder weniger großer Spurfehlwinkel.
Durch die Wahl der Nullpunkte können die durch den Spurfehlwinkel entstehenden Verzerrungen reduziert werden. Optimiert wird hierzu jedoch nicht der Spurfehlwinkel selbst, sondern ein gewichteter Spurfehlwinkel, der vom abgetasteten Radius abhängt.
Die Optimierung kann nach verschiedenen Kriterien erfolgen und ist immer bezogen auf den abzutastenden Bereich, für den es mehrere gebräuchliche Standards gibt (z. B. DIN 45 547, IEC98 oder JIS S8502-1973). International gebräuchlich sind der eigentlich veraltete Abtastbereich nach IEC98-1958 und RIAA-1963 (Außenradius 146,05 mm, Innenradius 60,325 mm) und die folgenden Geometrien:
Löfgren A (auch Baerwald):
Der gewichtete Fehler am Ende, in der Mitte und am Anfang der Platte ist gleich hoch und minimiert. Die Nullpunkte liegen bei 66 und 120,9 mm.
Löfgren B:
Das quadratische Mittel des gewichteten Fehlers wird minimiert. Dabei entstehen am schwierig abzutastenden Ende des abzutastenden Bereiches, der jedoch nur von wenigen Platten voll ausgereizt wird, ein größerer Fehler. Die Nullpunkte liegen bei 70,3 und 116,6 mm
Stevenson:
Der innere Nullpunkt wird auf das schwierig abzutastende Ende Abtastbereichs gelegt. Die beiden Fehlermaxima am Anfang und in der Mitte der Platte werden minimiert. Die Nullpunkte liegen bei 60,325 und 117,4 mm.
Wird für andere Abtastbereiche nach Löfgren A, Löfgren B oder Stevenson optimiert, ergeben sich entsprechend andere Nullpunkte.
Im deutschsprachigen Raum verbreitet ist auch die Geometrie nach Walter E. Schön, die für den Abtastbereich nach DIN IEC98 berechnet wurde. Hier wird nicht der gewichteten Fehler selbst minimiert, sondern zusätzlich den kaum zu vermeidenden Justagefehler des Kröpfungswinkels berücksichtigt.
Für einen Justagefehler von ± 0,3° werden die Nullpunkte 62,5 und 117,2 mm genannt (Abstand von der Tellerachs-Mitte), für einen Fehler von ± 1° liegen sie bei 61,15 und 111,65 mm.
Zur Einstellung dieser Geometrien werden Justageschablonen verwendet. Die größte Verbreitung haben universell einsetzbare Schablonen mit zwei Nullpunkten. Damit werden Überhang und Kröpfungswinkel gleichzeitig eingestellt. Zunächst wird der Tonabnehmer dazu auf einem der Nullpunkte ausgerichtet. Wenn auf dem zweiten Nullpunkt die Ausrichtung nicht genau stimmt, muss der Überhang angepasst werden. Erst wenn der Tonabnehmer auf beiden Punkten absolut gerade ausgerichtet ist, ist der richtige Überhang erreicht.
Einfacher zu handhabende Schablonen mit Überhangbogen müssen speziell für den jeweiligen Tonarm erstellt werden, da der Durchmesser des Überhangbogens vom Montageabstand (Tellerachse/Tonarmdrehpunkt) abhängig ist. Bei diesen Schablonen wird zuerst der Überhang eingestellt. Erst wenn die Nadel dem Bogen auf ganzer Linie folgen kann, stellt man den Kröpfungswinkel ein.
Gerade Tonarme ohne Nadelüberhang haben nur einen Nullpunkt. Im Verlauf der Plattenseite kommt es so zwangsläufig zu sehr hohen Verzerrungen. Solche Tonarme findet man im Hi-Fi-Bereich eher selten. Für DJ-Anwendungen gibt es solche Tonarme häufiger.

### Kompensationstonarm
Eine Variante der Radialtonarme stellen Kompensationsarme dar, bei welchen zusätzlich der Tonarm-Kopf und somit der Tonabnehmer um eine senkrechte Achse drehbar gelagert ist. Kopf und Tonabnehmer werden hier durch eine Mechanik bei ihrem Weg von außen nach innen über die Platte gegenüber dem Arm verdreht und so der Spurfehlwinkel zu einem gewissen Grad ausgeglichen. Der konstruktive Aufwand für eine spiel- und reibungsfreie Lagerung des Kopfes ist enorm.
Bekanntestes Beispiel war in den 1970er-Jahren der Garrard Zero (Großbritannien).

## Tangentialtonarm

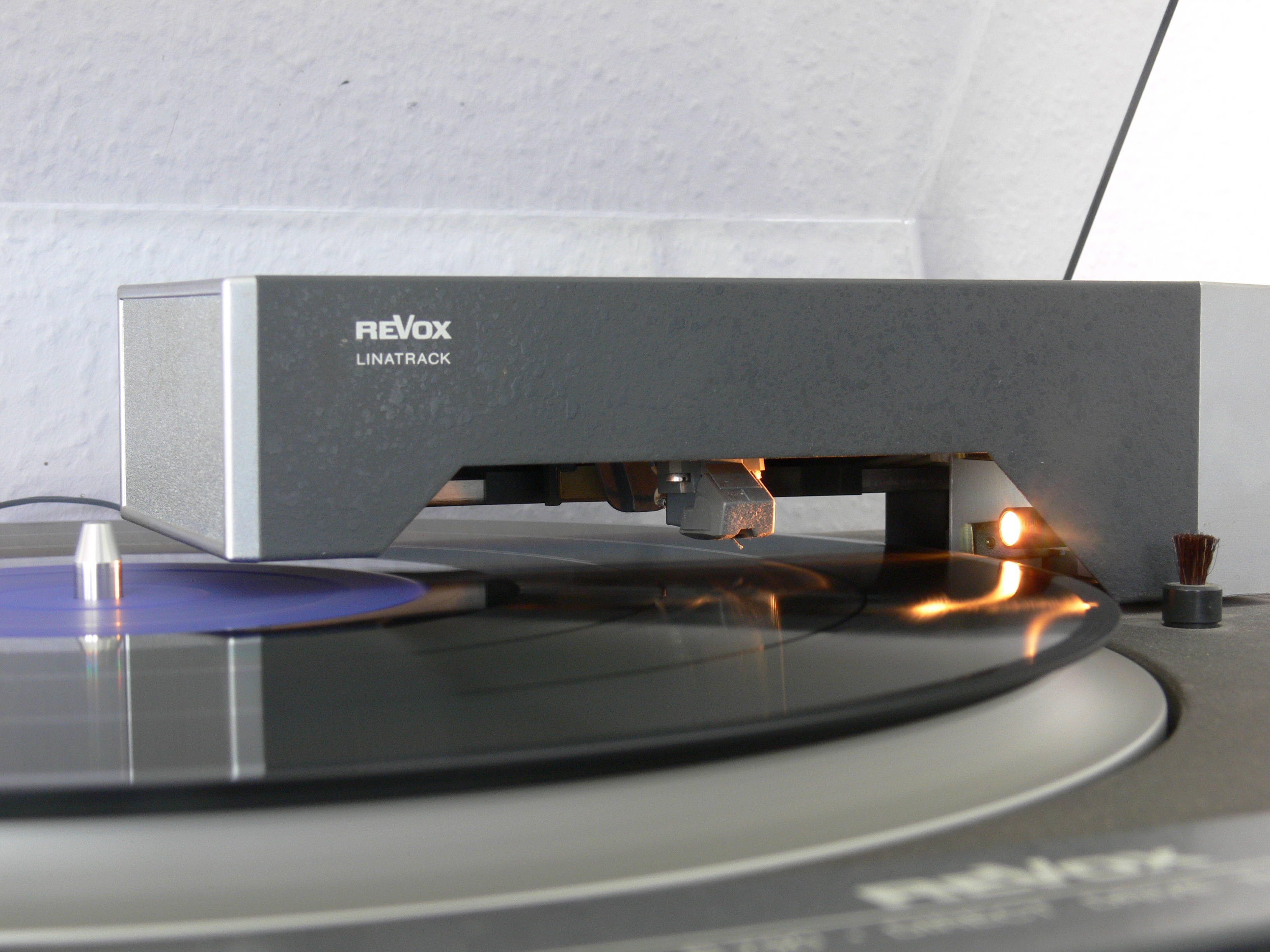
Revox B 790 mit Tangentialtonarm

Bewegungsablauf Tangentialtonarm

Der Tangentialtonarm wird auf einem Schlitten tangential zur Plattentellerachse in gerader (linearer) Richtung mitbewegt.
Hauptvorteil eines Tangentialtonarms ist, dass die Nadel im Idealfall immer exakt tangential zur Rille liegt. So treten weniger Verzerrungen auf, weil die Nadel im gleichen Winkel abtastet wie der Schneidestichel, der beim Herstellen der Platte die Rille formt.

### Mit Servomotor
Erreicht wurde dies in der Anfangszeit durch einen Servomotor, welcher den Tonarm der Plattenrille nachführte. Der Arm war drehbar auf dem Schlitten gelagert. Eine elektronische Regelung reagierte auf geringste Auslenkungen des Arms aus der linearen Idealausrichtung durch Nachführung des Schlittens.
Nachteil dieses Verfahrens war, dass eben zuerst eine – wenn auch sehr geringe – Abweichung auftreten musste, welche dann korrigiert werden konnte.
Servogeregelte Tangentialtonarme erlaubten technische Gimmicks wie etwa senkrechte Aufstellung des Plattenspielers oder Titelprogrammierung, ähnlich wie bei CD-Spielern. Einige Gerätehersteller haben besonders in den 1980er-Jahren Plattenspieler mit diesen Funktionen herausgebracht (z. B. der Technics SL-J3 mit sonst CD-üblichen Features wie Programmierung bis acht Titel, automatischem Titelsprung und Wiederholfunktion oder der HMK PA 1205 von RFT mit ähnlichen Funktionen).

### Mit minimierter Reibung
Moderne Systeme werden mechanisch immer weiter perfektioniert (hochpräzise mechanische oder Luftkissenlagerung für kleinste Reibung), so dass die Nachführkraft der Plattenrille, die Trackingkraft, ausreicht, damit der Tonarm der Plattenrille von selbst folgen kann. Der eigentliche Tonarm ist nicht mehr seitlich verdrehbar, sondern in tangentialer Ausrichtung fest auf dem Schlitten montiert. Servomotoren und Regelelektronik fallen hier vollkommen weg. Diese Tonarme sind selbst in einfachster Form sehr aufwändig und deshalb nur im High-End-Segment zu finden.
Tangentialtonarme weisen prinzipbedingt kein Skating auf und benötigen daher keine Anti-Skating-Maßnahmen.

## Skating und Anti-Skating-Einrichtung
Der Anti-Skating-Mechanismus eines Tonarms gleicht eine zur Mitte des Plattentellers gerichtete Skating-Kraft bei Radialtonarmen aus, die daraus resultiert, dass Rillentangente und die gedachte Linie zwischen Nadelauflagepunkt und Tonarmdrehpunkt in der Regel nicht in dieselbe Richtung fluchten. Der Spurfehlwinkel (Winkel zw. Tonabnehmer und Rillentangente) kann zwar durch eine Krümmung (Kröpfung) des Tonarms auf ein relativ kleines Intervall (ca. ±2°) reduziert werden, die Skating-Kraft wird davon jedoch nicht berührt.

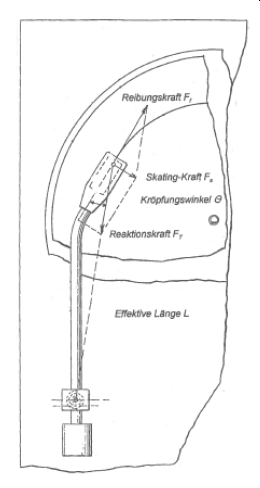
Kräfteverteilung beim Skatingeffekt nach Alexandrovich, “New approach to tone arm design”, Audio Engineering Society preprint 149 (1960)

Der reale Tonarm samt Kröpfung kann zur Betrachtung der Kräfte auf einen gedachten Tonarm reduziert werden. Durch die Reibung zwischen Plattenrille und Tonabnehmernadel wirkt zunächst eine zur Plattenrille tangentiale Kraft FR. Diese kann der gedachte Tonarm durch zwei senkrecht aufeinander stehende Kräfte aufnehmen, nämlich der Reaktionskraft Fr in Richtung des gedachten Tonarms und die Skating-Kraft Fs. Aus den beiden unterschiedlichen Stellungen des Tonarms zum Beginn und zum Ende der Schallplatte wird ersichtlich, dass die Skating-Kraft bei diesen Verhältnissen zwar stets den Tonarm in Richtung Plattenzentrum treiben würde, die Kraft wird jedoch kleiner beim Lauf auf kleineren Rillenradien. Aus diesem Grunde müssen Antiskating-Einrichtungen eine von der Tonarmstellung abhängige Gegenkraft aufbauen.
Die oben genannte Reibungskraft FR ist u. a. abhängig von der Nadelform und von der Auflagekraft, weshalb man üblicherweise die Antiskatingkraft nach einer Skala der Auflagekraft einstellt.
In der Detailabbildung zur Tonarmlagerung wird ein „statischer Anti-Skating-Mechanismus“ mit einem Ausgleichsgewicht und einer dreistufigen Verstellmöglichkeit verwendet. Dynamisch wird dieses mit Hilfe einer Federkraft-Anordnung erreicht, die sich im Unterteil (nicht sichtbar) des Tonarms befindet. Ein Nachteil der dynamischen Konstruktion ist der sehr große Aufwand mit gegebenenfalls mehr klangbeeinflussenden Bauelementen. Die Anti-Skating-Kraft kann auch elektromagnetisch erzeugt und geregelt werden, wie das in den siebziger Jahren z. B. von Braun mit dem damals neuartigen, durch einen Drehspul-Antrieb bewegten Tonarm umgesetzt worden war.

## Auflagekraft

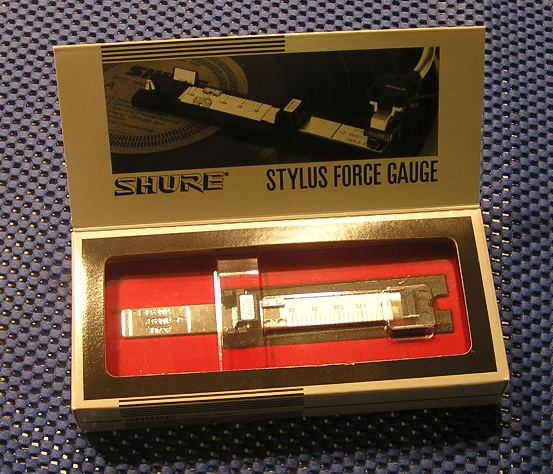
Tonarmwaage zur Einstellung des Auflagegewichtes in 0,1-g-Schritten

Die Auflagekraft des Tonarms und damit der Nadel ist wichtig, damit die Nadel den Rillen in der Schallplatte folgen kann. Eine zu geringe Auflagekraft führt zu Verzerrungen. Eine zu große Auflagekraft führt zu erhöhtem Verschleiß von Nadel und Schallplatte. Die korrekte Auflagekraft wird mit einer Tonabnehmerwaage, auch Tonarmwaage genannt, gemessen.
Die Auflagekraft wird entweder mit Federkraft oder durch ein Gegengewicht am Tonarm erzeugt.

### Mittels Federkraft
Bei Radialtonarmen aus dem professionellen Bereich, wie der Elektromesstechnik Wilhelm Franz EMT 929/997 wurde die Auflagekraft mittels Federkraft erzeugt. Insbesondere bei Schallplatten die eine leichte Welligkeit aufwiesen ist die Erzeugung des Auflagegewichtes mittels Federkraft von Vorteil da ein „Anarbeiten“ gegen ein Massemoment wie es ein simples Gegengewicht darstellt die Abtastpräzision verringert.
Auch die Firma Dual stellte die Auflagekraft ihrer Tonarme, insbesondere in den 1960er und 1970er Jahren, mittels einer Torsionsfeder im horizontalen Tonarmlager ein. Derartige Konstruktionen erkennt man daran, dass das Kontergewicht „schwingend“ in einer Gummibuchse schiebbar gelagert ist.

## Montagestandards für Tonabnehmer
Tonarme können mit unterschiedlichen Befestigungsmöglichkeiten für den Tonabnehmer ausgestattet sein. Bei einigen Tonarmen erfolgt die Befestigung direkt an einer im Tonarm integrierten Haltevorrichtung. In der Regel wird der Tonabnehmer jedoch nicht direkt am Tonarm, sondern an einem Systemträger (engl. Headshell) montiert.
Der Systemträger kann auf unterschiedliche Art am Tonarm befestigt werden. Einfache meist ältere Geräte ohne hohen Anspruch an die Tonqualität bieten oft nur eine hersteller- oder gar gerätespezifische Befestigung des Tonabnehmers am Tonarm bzw. Kopfträger. Hierbei ist ein Austausch des Serien-Tonabnehmers (in der Regel ein Kristall-Tonabnehmer) gegen ein höherwertiges Exemplar nicht beabsichtigt. Darüber hinaus werden auch Klemm- oder Klebeverbindungen verwendet, während bei höherwertigen Konstruktionen axiale Schraub- oder Bajonett-Befestigungen üblich sind.
Daneben existieren noch weitere herstellerspezifische Schnellwechsel-Systeme für Tonabnehmer und Systemträger, wie z. B. die auswechselbaren TK-Kopfträger für Halbzoll-Tonabnehmer bei älteren Dual-Plattenspielern (siehe Abschnitt „TK“ etwas weiter unten), der japanische T4P-Standard oder die SME-Bajonettbefestigung (siehe Abschnitt „Die SME-Befestigung“ etwas weiter unten).
Die elektrischen Verbindungen zwischen dem eigentlichen Tonabnehmer und dem Kopfträger bzw. der Tonarminnenverkabelung erfolgen über farblich codierte Kabel. Ein gängiger Farb-Code ist: Rot für „+“ und grün für „−“ des rechten Tonkanals, weiß für „+“ und blau für „−“ des linken Tonkanals.

### Der Halbzoll-Standard

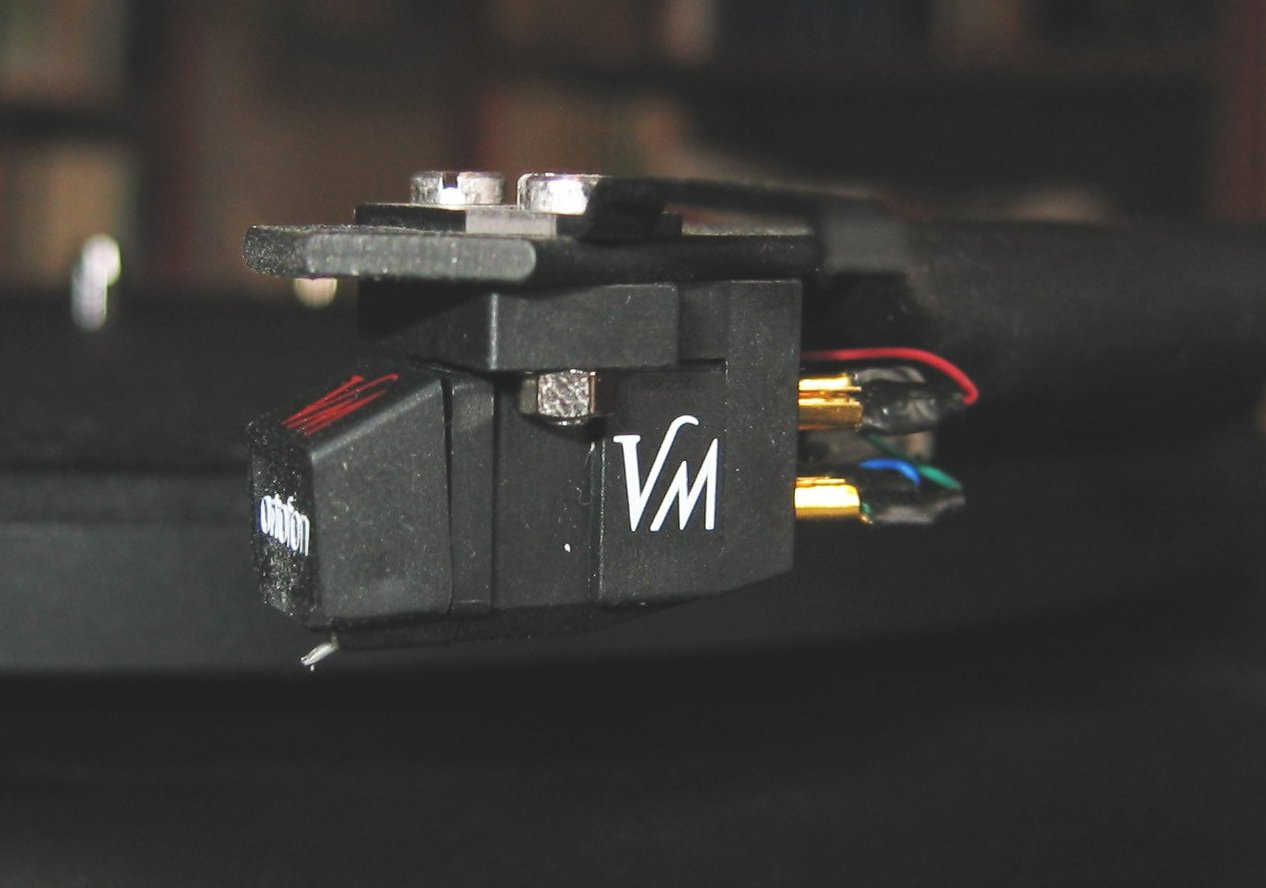
Tonabnehmer an einem Tonarm mit Halbzoll-Schraubbefestigung

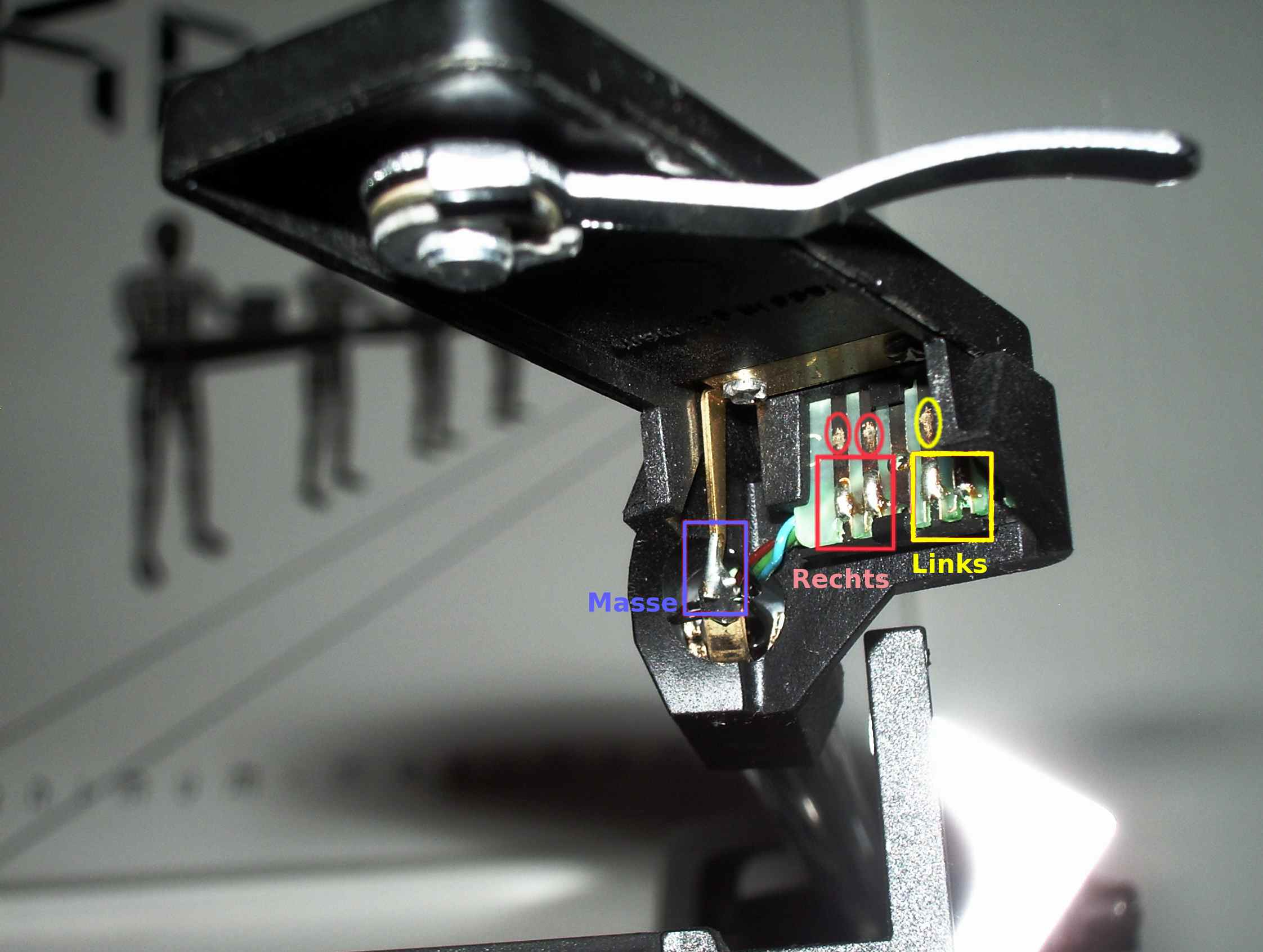
TK-Befestigung am Tonarm eines Dual-Plattenspielers

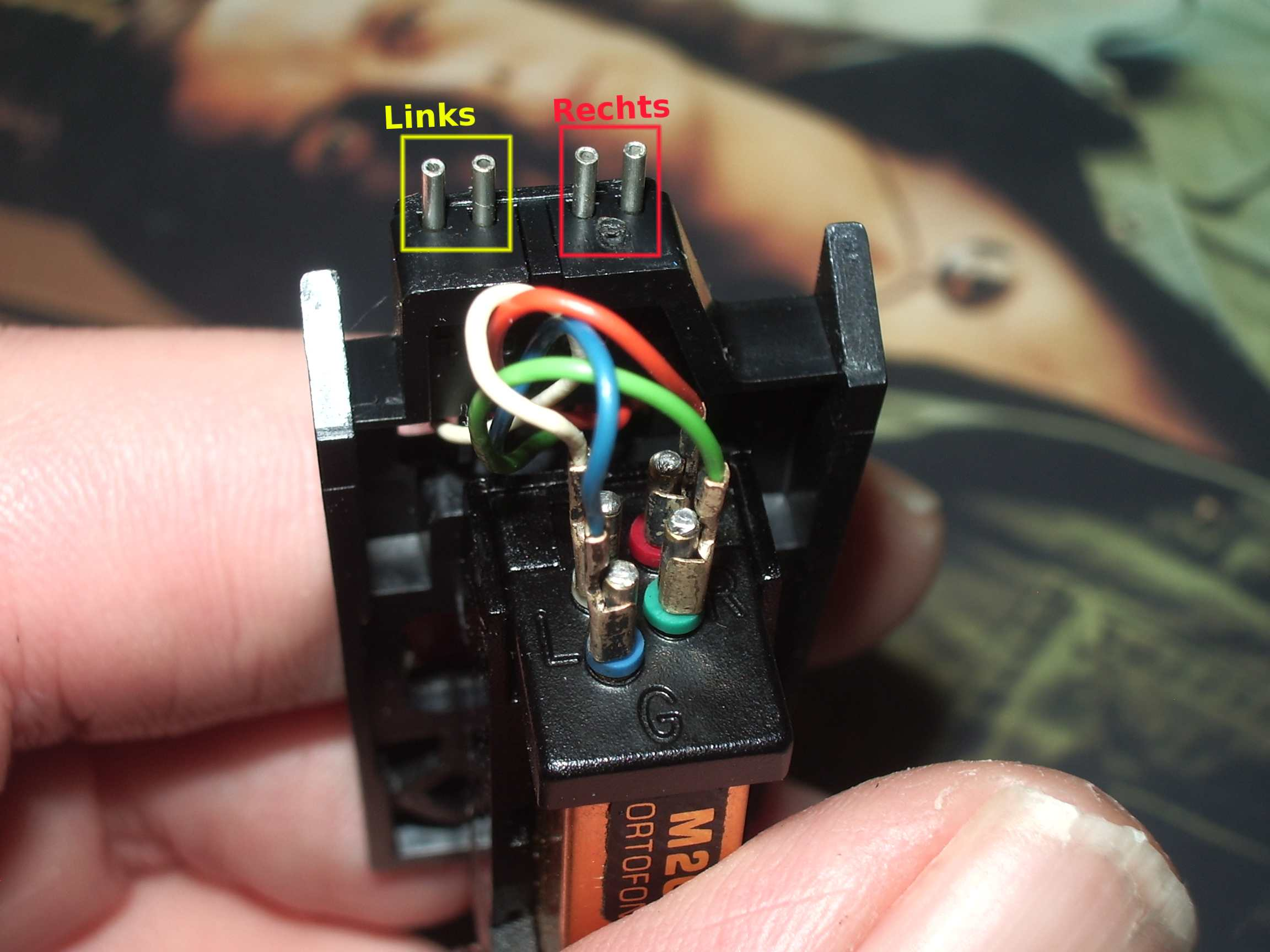
Elektrische Kontakte einesTK Kopfträgers mit Dual M20E Tonabnehmer

Im HiFi-Bereich ist die in der DIN IEC 98 genormte Halbzoll-Schraubbefestigung verbreitet (siehe Bild). Diese Bezeichnung bezieht sich auf den horizontalen Abstand der beiden Schrauben, mit denen der eigentliche Tonabnehmer im Systemträger befestigt wird. Die zugehörigen Öffnungen im Kopfträger sind dabei als Längsschlitze ausgeführt, die eine Justage des Spurfehlwinkels (minimale Abweichung von der exakten Tangente) und präzise Justage des Nadelüberhanges (Maß von der Nadel zur Plattentellermitte) ermöglichen. Der Nadelüberhang wird ebenfalls zur exakten Abtastung benötigt, da dadurch wiederum der Spurfehlwinkel abhängig ist.

#### TK
Eine herstellerspezifische Variante des Halb-Zoll-Standards ist der TK-Standard von Dual. Das „TK“ steht dabei für TonarmKopf; es hat 12,7 mm entfernte Befestigungspunkte.

### Die SME-Befestigung

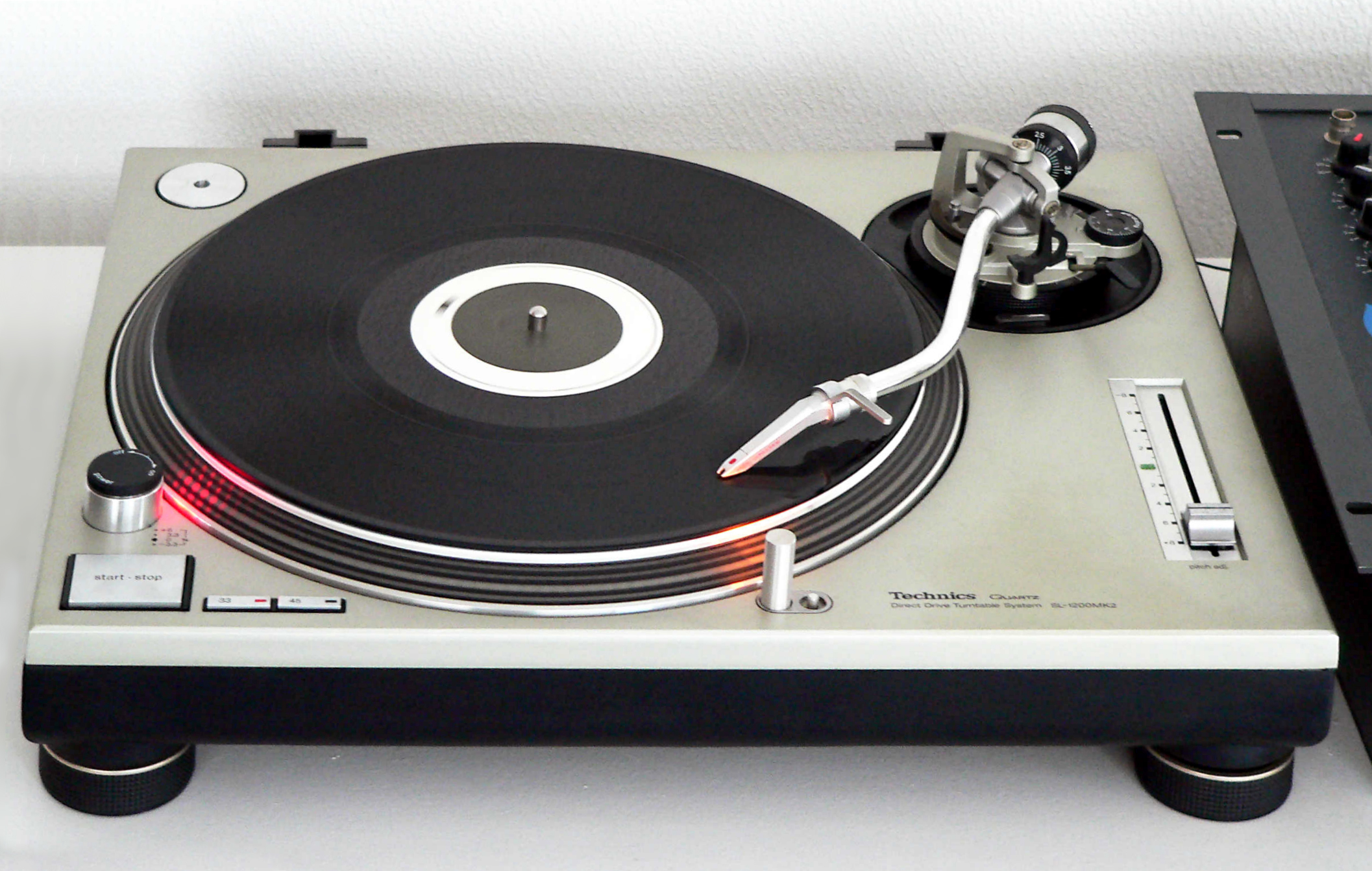
SME-Befestigung: Technics SL-1200 mit einem Ortofon-Concorde-Tonabnehmer

Ein sehr verbreitetes System, das zudem einen einfachen und schnellen Wechsel des Tonabnehmers ermöglicht, ist die SME-Bajonettbefestigung, die an den Tonarmen des gleichnamigen Herstellers oder auch am Tonarm des Technics SL-1200/1210-Plattenspielers zum Einsatz kommt.
Im DJ-Bereich sind Tonabnehmer mit integriertem SME-Bajonettanschluss weit verbreitet. Beispielsweise sind die Tonarm-Geometrie des Technics SL-1200/1210 und die Ortofon-Concorde-Tonabnehmer konstruktiv aufeinander abgestimmt: Ohne weitere Justierung stimmt hierfür die Nadelposition für einen geringen Spurfehlwinkel. Die im Vergleich zur konventionellen Bauart geringere dynamisch effektive Masse des Tonabnehmers ermöglicht zudem eine nachgiebigere Lagerung der Nadel (Nachgiebigkeit, engl.: „compliance“) und damit eine geringere Auflagekraft – unter Beibehaltung der optimalen mechanischen Resonanzfrequenz des aus Tonarm und Tonabnehmer bestehenden Feder-Masse-Schwingers.